# Guilty Gear Petit
Guilty Gear Petit (ギルティギア プチ?, Giruti Gia Puchi) è il primo videogioco della serie Guilty Gear ad essere pubblicato per console portatile. Il titolo, in cui i personaggi di Guilty Gear sono ritratti in versione super deformed, è stato seguito da Guilty Gear Petit 2. Il gioco è stato pubblicato il 25 gennaio 2001 per WonderSwan Color esclusivamente in Giappone.

## Personaggi
- Sol Badguy
- Ky Kiske
- Millia Rage
- May
- Potemkin
- Fanny
- Jam Kuradoberi